# Bringin (Srumbung)
Bringin is een bestuurslaag in het regentschap Magelang van de provincie Midden-Java, Indonesië. Bringin telt 5810 inwoners (volkstelling 2010).